# جهانجير يطلق السهم على رأس مالك عنبر
جهانجير يطلق السهم على رأس مالك عنبر هي لوحة مغولية للفنان أبو الحسن. تقع في مكتبة تشيستر بيتي.

## الخلفية
كان مالك عنبر الوصي على سلطنة أحمد ناجار. خاض السلطان المغولي جهانجير حملة طويلة لغزو أحمد نجار، لكنه لم يتمكن من تحقيق هذا الهدف بسبب المقاومة الشرسة من قوات عنبر.
تُعد لوحة جهانجير وهو يطلق السهم على رأس مالك عنبر جزءًا من سلسلة من اللوحات الرمزية التي كلف جهانجير الفنانين بتنفيذها، حوالي عامي 1616 و1618، والتي نفذها رسامو البلاط المغولي البارزون. تعرض هذه التماثيل مجموعة واسعة من الزخارف المستمدة من الأيقونات الإسلامية والهندوسية والمسيحية، وتهدف إلى عكس النفسية الداخلية لراعيها.
تشير نظرية أخرى إلى أنها رُسمت بمناسبة وفاة عنبر في عام 1626 م.

## الوصف

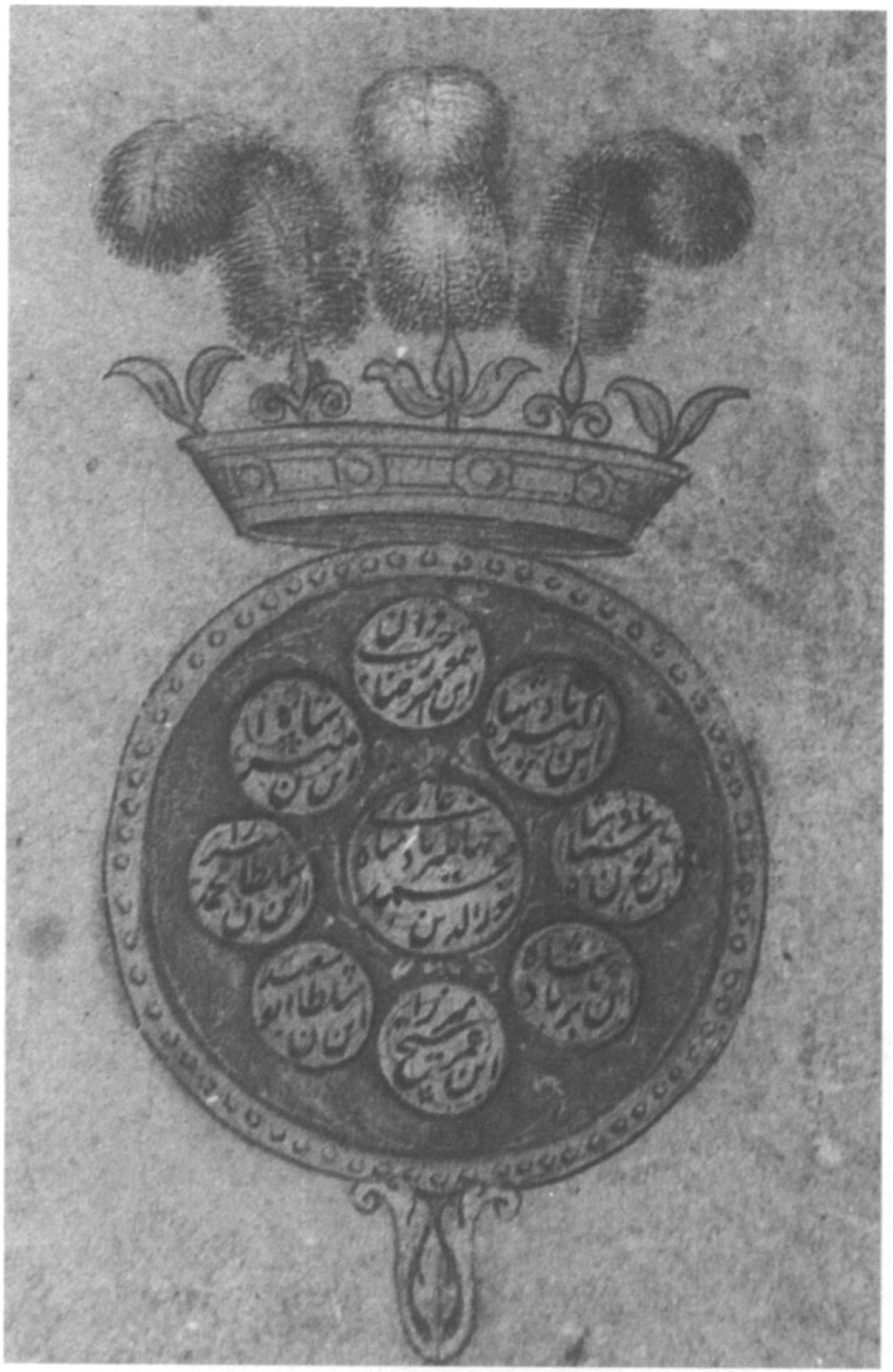
ختم جهانجير، الذي يحتوي على ألقابه ونسبه.

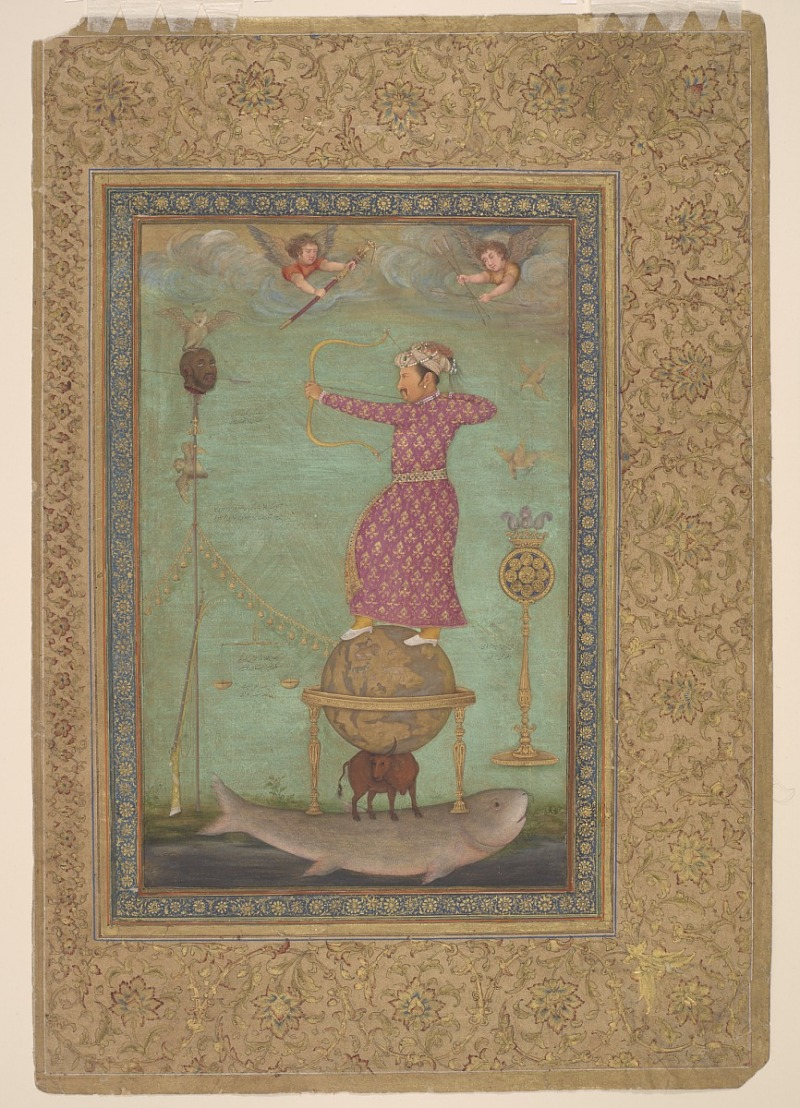
النسخة الموجودة في متحف سميثسونيان، والتي تعتبر نسخة لاحقة.

الموضوع الرئيس هو جهانجير، الذي أطلق سهمًا ثانيًا عبر رأس مالك عنبر المقطوع، والمُثبّت على رمح. وهو يقف على الكرة الأرضية، مع الهند في المركز. وهذا إشارة إلى لقبه الملكي جهانجير (يُترجم حرفيًا "المستولي على العالم"). مُثل الأسد والماعز على الكرة الأرضية، لتصوير موضوع " داد يو دام " (ترجمة "الوحش والفريسة"). تقع الكرة الأرضية على قرون بقرة، والتي بدورها تقف على سمكة. البقرة والسمك كلاهما رمزان إسلاميان للملكية. إن وجود جهانجير على رأس هذه المجموعة من الأشياء يرمز إلى مكانته باعتباره صاحب السيادة على العوالم المادية والروحية.
على اليمين توجد منصة ذهبية، عليها قرص يحتوي على ختم جهانجير، يعلوه تاج من الريش. على الختم توجد الألقاب الكاملة لجهانجير، ونسبه الذي يعود إلى تيمور. يحلق طائر الجنة فوق هذا الموقف.
على اليسار يوجد رأس مالك عنبر المقطوع، بفم مفتوح وعينين متجهتين إلى الخلف، وقد صُور بدون عمامة، وبالتالي فهو تصوير غير محترم. لقد أصاب سهم واحد الرأس بالفعل. وهناك بومة تقف على قمة الرأس. البومة في الرمزية الإسلامية البومة هي طائر غير ميمون ورمز للموت، ويقال إن جهانجير طلب إدراجها بنفسه. يتدلى شريك هذا الطائر الميت من الرمح، أسفل الرأس المقطوع. يُربط الرمح بالكرة الأرضية عن طريق سلسلة من الأجراس، مع وجود مقياس معلق بها. هذه السلسلة هي سلسلة العدل، التي تُوضع في عاصمة المغول، حيث يمكن لأي شخص أن يلجأ إليها طلبًا للعدالة من السلطان. كما تُصور مسكيت جهانجير وهو يستريح بجوار الرمح.
وقد نُقش أسفل المقياس النص التالي: "بفضل عدالة شاه نور الدين جهانجير، ارتشف الأسد الحليب من حلمة الماعز".

## إصدارات أخرى
توجد نسخة أخرى، يُعتقد أنها نسخة لاحقة رُسمَت في القرن التاسع عشر، وهي موجودة اليوم في متحف سميثسونيان.

### فهرس
- Skelton، Robert (1988). "Imperial Symbolism in Mughal Painting". في Soucek، Priscilla (المحرر). Content and Context of Visual Arts in the Islamic world. ISBN:978-0-271-00614-7.